# Litra MY
 Ikke at forveksle med Litra MY 1201-1202.
Litra MY er et dansk dieselelektrisk lokomotiv, der blev produceret i 59 eksemplarer for DSB af svenske NOHAB fra 1954 til 1965. Lokomotivet var i mange år rygraden i DSB's person- og godstrafik, indtil de gradvist blev taget ud af drift i begyndelsen af 1990'erne. En del lokomotiver blev hugget op, mens andre blev solgt til danske privatbaner og operatører og til forskellige svenske og tyske selskaber.
Lokomotivet er af typen NOHAB AA16, der produceredes i tilsvarende udgaver til Norge, Ungarn, Belgien og Luxembourg.

## Historie
Lokomotiverne blev bygget af svenske NOHAB gennem 1950'erne og 1960'erne til både DSB som litra MY og til norske NSB som Di. 3. Teknisk er litra MY næsten identisk med NSB's DI 3b. Lokomotiverne blev bygget med det amerikanske F7 som forbillede og udstyret med en 16-cylindret motor fra General Motors samt treakslede bogier med to drivende aksler og en løbeaksel. I modsætning til de amerikanske lokomotiver, der kun havde førerrum i den ene ende, fik de europæiske i begge ender.
Den første bestilling var på fire lokomotiver og en reservemotor til afprøvning. Afprøvningen af lokomotiverne, der blev leveret i 1954, forløb godt og blev fulgt op af bestillinger på yderligere 40 lokomotiver, der blev leveret frem til 1958. I 1954-1965 leveredes yderligere 15 lokomotiver, så det samlede antal kom op på 59. Desuden leveredes i 1960-1962 45 litra MX, der var en lettere udgave, der derved kunne køre steder, hvor litra MY var for tung. Derudover leverede danske Frichs Litra MY 1201-1202 i 1957 og 1960, men de blev ingen succes og blev hugget op allerede i 1971.
DSB anså litra MY for at være økonomiske i drift, samtidig med at de også var alsidige og reducerede rejsetiderne. De blev for eksempel benyttet både til tunge godstog og hurtige eksprestog og senere også til regionaltog og InterCitytog. Lokomotivførerne og beboerne langs jernbanerne var dog kritiske på grund af det høje lydniveau, da de første lokomotiver blev leveret. Det var især et problem ved stigninger, acceleration, og når de trak tunge godstog. Støjproblemet blev senere løst på tilfredsstillende vis, da lyddæmperfabrikken LYDEX i Middelfart blev sat til at ordne det.
Litra MY var i aktiv tjeneste hos DSB fra 1954 og indtil 15. juni 2001, hvor MY 1159 kørte sin sidste officielle tur. Det første lokomotiv, MY 1101, blev overdraget til Danmarks Jernbanemuseum i 1986. De øvrige lokomotiver blev gradvist taget ud af drift i løbet af 1990'erne. En del blev hugget op, mens andre blev solgt til forskellige danske privatbaner og operatører og til forskellige svenske og tyske selskaber. Her er en del af dem stadig i drift, for eksempel i Sverige hvor de med betegnelsen TMY benyttes til kørsel med godstog.

## Litra MV
De første fire lokomotiver blev leveret med motorer af typen 567B med 16 cylindre, der ydede 1.700 hestekræfter (hk), hvortil kom en tilsvarende reservemotor. Lokomotiverne viste sig dog at være stabile i drift, så reservemotoren kunne benyttes til det første lokomotiv i serieleverancen, MY 1105. De efterfølgende lokomotiver fik imidlertid en forbedret motor af typen 567C (MY 1145-1159 dog 567D1), der ydede 1.950 hk. I 1968 lavede man et særligt løb for de lokomotiver, der kun havde 1.700 hk. De fik ved den lejlighed litra MV men beholdt deres oprindelige numre. Både før og efter byttede man dog af og til om på lokomotivernes motorer, så i praksis blev det umiddelbart MY 1101, 1102, 1104, 1109 og 1134, der på den måde blev til litra MV. Efterfølgende blev MY 1101, 1104 og 1134 atter litra MY, mens MY 1144 til gengæld blev litra MV.

## Bemaling
Lokomotiverne blev leveret i vinrød bemaling med cremefarvede striber på siderne og gule vingehjul på fronterne. MY 1101-1124 der blev leveret i 1954-1956 havde oprindeligt ikke numre på fronten, men det blev efterfølgende standard for alle lokomotiver. Taget var til at begynde med lysegråt men blev senere aluminiumsfarvet.
Ved DSB's 125 års jubilæum i 1972 indførtes et nyt design med røde og sorte farver. Litra MY fik herefter sort maskinrum, røde førerrum og mørkegrå bogier, undervogn og tag. Samtidig forsvandt vingehjulet til fordel for DSB skrevet med store hvide bogstaver. MY 1147 ommaledes som den første, men det kom til at vare helt indtil 1985, før MY 1114 blev malet om som den sidste. Til gengæld fik MY 1101 sin gamle bemaling tilbage i 1988 efter at være blevet udtaget som museumslokomotiv. Ved 60 års jubilæet i 2014 fjernedes desuden numrene på fronten, så den kom til at se ud som ved leveringen i 1954.
Nogle lokomotiver fik særlige bemalinger ved forskellige lejligheder. MY 1126 blev således sammen med MX 1021 og en Bhs-vogn malet i spraglede mønstre inspireret af elektronikindustrien i 1988, da de skulle benyttes til forsøg med radiostyrede tog med Advanced Train Control System. Senere fik MY 1105 hvidt maskinrum i 1995-1999, MY 1108 blev malet gul/sort i 1995, og MY 1135 var blå i 2004-2014, alle efter at være blevet tjenestelokomotiver. Og endelig blev MY 1101 i en periode i 2005 forsynet med blå folie med udsmykning i anledning af 200-året for H.C. Andersens fødsel.
Derudover har de forskellige selskaber, der har købt lokomotiver efter udrangeringen, benyttet sig af en række forskellige bemalinger.

## Bevarede lokomotiver
| Nr.  | Bemaling      | Ejer                                | Noter                                                  |
| ---- | ------------- | ----------------------------------- | ------------------------------------------------------ |
| 1101 | Vinrød        | Danmarks Jernbanemuseum             |                                                        |
| 1104 | Vinrød        | Privat                              | Udlånt til Bevaringsforeningen Gedser Remise           |
| 1112 | Design        | Danmarks Jernbanemuseum             | Har fjernet en side for at vise motorrummet            |
| 1121 | Sølv          | Tågab                               | Planer om at overdrage den til Sveriges Jernbanemuseum |
| 1126 | ATCS graffiti | MY Veterantog (Dansk Jernbane-Klub) |                                                        |
| 1129 | Vinrød        | Danmarks Jernbanemuseum & Privat    | Kun førerrummene er tilbage                            |
| 1135 | Vinrød        | Danmarks Jernbanemuseum             |                                                        |